# Маны-Холь
Маны́-Холь — озеро на северо-востоке Республики Тыва, Россия.
Озеро расположено в Тоджинском кожууне Тывы. С тувинского языка переводится как Мраморное озеро. Имеет серповидную форму, вытянуто с северо-запада на юго-восток. Входит в группу озёр Тоджинской котловины. Высота над уровнем моря — 1082 м. Площадь водной поверхности — 30 км², площадь водосбора — 126 км², глубина до 180 м. Длина, с  учётом изгибов, — 16 км, максимальная ширина — около 2,5 км.
В озеро впадает несколько небольших речек и ручьёв, вытекает ручей Кадыргу-суг, протекающий ниже по течению через озеро Хана-Холь и впадающий в реку Азас. Происхождение — ледниковое. Окружено горами, высота которых достигает отметки 1480 м. Берега покрыты лиственничной и кедровой тайгой с густым подлеском, на возвышенностях — горная тундра. Ледостав происходит в конце ноября, вскрывается озеро во второй половине мая.
Озеро находится на территории заповедника Азас. На берегах обитает тетерев, скопа, гнездятся горбоносый турпан, большой крохаль и гоголь. Богато рыбой, водятся: сиг, щука, плотва, окунь; еще до установления охранной зоны была выпущена пелядь.
Код объекта в государственном водном реестре — 17010100111116100000264.